# 黃胤宗
黄胤宗（1371年—1434年），原名不詳，以字行，浙江海鹽縣人。明朝初年政治人物。

## 生平
建文二年（1400年）庚辰科三甲第十五名进士，授福建汀州府教授，改河南彰德府，因成绩升任国子监博士，官至翰林院检讨。